# Reduktor
Reduktor  je naprava ali mehanski menjalnik, s pomočjo katerega se zmanjša hitrost vrtenja pogonske gredi, delovnega vretena in drugega, medtem ko se hitrost vrtenja pogonskega stroja ali motorja ne spreminja. Nameščen je med motorjem in delovnim delom stroja, vozila in tako dalje., Da se hitrost vrtenja orodij, pogonskih koles ali drugega prilagodi delovnim razmeram. Prenos moči in gibanja v menjalniku se izvaja s posebno obliko njegovih delov (na primer zobniki) ali s trenjem (na primer jermen), prestavno razmerje pa je večje od ena. 
Menjalnik je naprava ali mehanski menjalnik, ki se pri motornih vozilih, obdelovalnih strojih in tako dalje, uporablja za spreminjanje hitrosti ali smeri vrtenja pogonske gredi in delovnega vretena ne da bi se pri tem spreminjala hitrost pogonskega stroja ali motorja. To omogoča, da je hitrost vrtenja, na primer avtomobilskega motorja, ne glede na delovne pogoje, vedno v optimalnem območju, izkoristek razpoložljive moči pa najboljši. Menjalnik je vrsta menjalnika s spremenljivim prestavnim razmerjem in sprememba je lahko nenadna ali neprekinjena. V motornih vozilih je najpogostejši menjalnik z zobniki, ki s preskakovanjem spreminja prestavno razmerje (prestavo, hitrost), pri tem pa vklaplja različne pare zobnikov . Tak je sinhroniziran menjalnik, pri katerem so nenehno vklopljeni vsi pari zobnikov, vendar se zobniki na izhodni gredi menjalnika prosto vrtijo, dokler eden od njih ne poveže sklopke z gredjo. S frikcijskim stikom sklopka najprej privede gred do enake, sinhrone hitrosti kot prestava, zato je pri teh menjalnikih možno zamenjati med delovanjem stroja. Pri samodejnem menjalniku se vklop izvede s posebnim mehanizmom, ki se aktivira s centrifugalno silo uteži, odvisno od vrtljajev motorja, ali izbiro prestavnega razmerja izvede računalniški sistem. Neprekinjeno spreminjanje hitrosti omogoča hidravlični menjalnik, ki se uporablja za prenos večje moči, torni menjalnik za prenos majhnih navorov in v zadnjem času tudi električni menjalnik, če je pogonski stroj elektromotor . Za manjšo moč je uporabljen tudi varijator, to je menjalnik s širokim klinastim jermenom in sestavljenimi jermenicami, ki lahko med delovanjem spreminjajo kontaktni premer z razstavljanjem ali približevanjem polovici. 
Množitelj je v strojništvu naprava, ki se uporablja za povečevanje hitrosti pogonske gredi in delovnega vretena brez spreminjanja hitrosti pogonskega stroja ali motorja. Večinoma to dosežemo z zobniškim menjalnikom s konstantnim ali spremenljivim prestavnim razmerjem, zato je multiplikator konstruktivno skoraj enak reduktorju. Uporablja se za ventilatorje, aksialne kompresorje in druge stroje z višjo hitrostjo kot pogonski stroj. Mehanizem ure je multiplikator, ki pospeši zelo počasno premikanje urne vzmeti z zobniškim sistemom do hitrosti vrtenja druge roke.